# Liste der Bodendenkmale in Fürstenberg/Havel
Die Liste der Bodendenkmale in Fürstenberg/Havel enthält alle Bodendenkmale der brandenburgischen Stadt Fürstenberg/Havel und ihrer Ortsteile. Grundlage ist die Veröffentlichung der Landesdenkmalliste mit dem Stand vom 31. Dezember 2020. Die Baudenkmale sind in der Liste der Baudenkmale in Fürstenberg/Havel aufgeführt.

## Altthymen
| Gemarkung        | Flur | Kurzansprache                                                                     | Bodendenkmalnummer | Bemerkung | Bild |
| ---------------- | ---- | --------------------------------------------------------------------------------- | ------------------ | --------- | ---- |
| Altthymen (Lage) | 1, 2 | Dorfkern deutsches Mittelalter, Dorfkern Neuzeit, Siedlung slawisches Mittelalter | 70202              |           |      |

## Barsdorf
| Gemarkung       | Flur | Kurzansprache                                                   | Bodendenkmalnummer | Bemerkung | Bild |
| --------------- | ---- | --------------------------------------------------------------- | ------------------ | --------- | ---- |
| Barsdorf (Lage) | 1    | Siedlung deutsches Mittelalter, Siedlung slawisches Mittelalter | 70264              |           |      |
| Barsdorf (Lage) | 3    | Rast- und Werkplatz Steinzeit                                   | 70265              |           |      |
| Barsdorf (Lage) | 4    | Pechhütte Neuzeit                                               | 70266              |           |      |
| Barsdorf (Lage) | 1    | Dorfkern Mittelalter, Dorfkern Neuzeit                          | 70309              |           |      |
| Barsdorf (Lage) | 2    | Wüstung deutsches Mittelalter                                   | 70352              |           |      |

## Blumenow
| Gemarkung       | Flur | Kurzansprache                                                             | Bodendenkmalnummer | Bemerkung | Bild |
| --------------- | ---- | ------------------------------------------------------------------------- | ------------------ | --------- | ---- |
| Blumenow (Lage) | 1    | Einzelfund Urgeschichte, Dorfkern Neuzeit, Dorfkern deutsches Mittelalter | 70314              |           |      |

## Bredereiche
| Gemarkung          | Flur | Kurzansprache                                                                                          | Bodendenkmalnummer | Bemerkung | Bild |
| ------------------ | ---- | --- | ------------------ | --------- | ---- |
| Bredereiche (Lage) | 8    | Siedlung Ur- und Frühgeschichte, Rast- und Werkplatz Steinzeit                                         | 70315              |           |      |
| Bredereiche (Lage) | 4    | Siedlung Ur- und Frühgeschichte, Rast- und Werkplatz Steinzeit                                         | 70316              |           |      |
| Bredereiche (Lage) | 2    | Siedlung Ur- und Frühgeschichte, Rast- und Werkplatz Steinzeit                                         | 70317              |           |      |
| Bredereiche (Lage) | 2    | Siedlung Ur- und Frühgeschichte, Rast- und Werkplatz Steinzeit                                         | 70318              |           |      |
| Bredereiche (Lage) | 4    | Rast- und Werkplatz Steinzeit                                                                          | 70319              |           |      |
| Bredereiche (Lage) | 1, 3 | Weg Neuzeit, Wüstung deutsches Mittelalter, Gräberfeld Frühgeschichte, Siedlung slawisches Mittelalter | 70320              |           |      |
| Bredereiche (Lage) | 2    | Siedlung deutsches Mittelalter, Siedlung slawisches Mittelalter                                        | 70321              |           |      |
| Bredereiche (Lage) | 11   | Rast- und Werkplatz Steinzeit                                                                          | 70322              |           |      |
| Bredereiche (Lage) | 6    | Hügelgräberfeld Urgeschichte                                                                           | 70323              |           |      |
| Bredereiche (Lage) | 6    | Hügelgräberfeld Urgeschichte                                                                           | 70324              |           |      |
| Bredereiche (Lage) | 4    | Siedlung Ur- und Frühgeschichte, Siedlung Neuzeit                                                      | 70325              |           |      |

## Fürstenberg/Havel
| Gemarkung                                    | Flur     | Kurzansprache | Bodendenkmalnummer | Bemerkung | Bild |
| -------------------------------------------- | -------- | --- | ------------------ | --------- | ---- |
| Fürstenberg/Havel ()                         | 10, 5, 6 | Gefangenenlager Neuzeit, Konzentrationslager Neuzeit | 70036              |           |      |
| Fürstenberg/Havel ()                         | 21       | Gräberfeld Bronzezeit, Gräberfeld Eisenzeit | 70207              |           |      |
| Fürstenberg/Havel ()                         | 19       | Siedlung Bronzezeit, Siedlung Eisenzeit, Grab Eisenzeit | 70208              |           |      |
| Fürstenberg/Havel ()                         | 11       | Siedlung Steinzeit, Siedlung slawisches Mittelalter, Siedlung deutsches Mittelalter, Gräberfeld Bronzezeit, Gräberfeld Eisenzeit, Einzelfund römische Kaiserzeit | 70209              |           |      |
| Fürstenberg/Havel ()                         | 19, 8    | Rast- und Werkplatz Paläolithikum, Rast- und Werkplatz Mesolithikum, Siedlung Neolithikum, Einzelfund Bronzezeit                                                 | 70210              |           |      |
| Fürstenberg/Havel ()                         | 12       | Rast- und Werkplatz Steinzeit | 70211              |           |      |
| Fürstenberg/Havel ()                         | 10, 5    | Siedlung slawisches Mittelalter | 70212              |           |      |
| Fürstenberg/Havel ()                         | 10, 6    | Gräberfeld Urgeschichte | 70213              |           |      |
| Fürstenberg/Havel ()                         | 8        | Hügelgräberfeld Urgeschichte | 70214              |           |      |
| Fürstenberg/Havel ()                         | 7        | Rast- und Werkplatz Mesolithikum | 70215              |           |      |
| Fürstenberg/Havel ()                         | 19, 8    | Siedlung slawisches Mittelalter, Siedlung deutsches Mittelalter                                                                                                  | 70216              |           |      |
| Fürstenberg/Havel ()                         | 1, 2     | Siedlung slawisches Mittelalter, Siedlung deutsches Mittelalter                                                                                                  | 70217              |           |      |
| Fürstenberg/Havel ()                         | 4        | Siedlung slawisches Mittelalter | 70218              |           |      |
| Fürstenberg/Havel ()                         | 20       | Altstadt Neuzeit, Befestigung deutsches Mittelalter, Altstadt deutsches Mittelalter, Siedlung slawisches Mittelalter, Befestigung Neuzeit                        | 70250              |           |      |
| Fürstenberg/Havel ()                         | 20       | Friedhof Neuzeit | 70254              |           |      |
| Fürstenberg/Havel ()                         | 22       | Friedhof Neuzeit | 70255              |           |      |
| Fürstenberg/Havel ()                         | 20       | Mühle Neuzeit, Mühle deutsches Mittelalter | 70257              |           |      |
| Fürstenberg/Havel ()                         | 20       | Mühle Neuzeit | 70258              |           |      |
| Fürstenberg/Havel ()                         | 20       | Mühle Neuzeit | 70259              |           |      |
| Fürstenberg/Havel ()                         | 20       | Straße Neuzeit, Brücke Neuzeit, Brücke Mittelalter, Straße Mittelalter                                                                                           | 70260              |           |      |
| Fürstenberg/Havel ()                         | 4        | Dorfkern deutsches Mittelalter, Dorfkern Neuzeit | 70423              |           |      |
| Fürstenberg/Havel, Neuglobsow, Steinförde () | 18, 4, 6 | Siedlung slawisches Mittelalter | 70429              |           |      |

## Himmelpfort
| Gemarkung               | Flur       | Kurzansprache                                                                                                   | Bodendenkmalnummer | Bemerkung | Bild |
| ----------------------- | ---------- | --- | ------------------ | --------- | ---- |
| Himmelpfort ()          | 1, 3, 8    | Dorfkern Neuzeit, Dorfkern deutsches Mittelalter, Friedhof deutsches Mittelalter, Kloster deutsches Mittelalter | 70289              |           |      |
| Himmelpfort ()          | 3          | Produktionsstätte Neuzeit                                                                                       | 70290              |           |      |
| Himmelpfort ()          | 5          | Gräberfeld Bronzezeit, Hügelgräberfeld Bronzezeit                                                               | 70292              |           |      |
| Himmelpfort ()          | 4          | Hügelgräberfeld Bronzezeit                                                                                      | 70293              |           |      |
| Himmelpfort ()          | 5          | Siedlung deutsches Mittelalter, Siedlung Ur- und Frühgeschichte, Siedlung slawisches Mittelalter                | 70366              |           |      |
| Himmelpfort ()          | 3          | Siedlung Bronzezeit, Rast- und Werkplatz Mesolithikum                                                           | 70420              |           |      |
| Himmelpfort ()          | 9          | Wüstung deutsches Mittelalter, Friedhof deutsches Mittelalter                                                   | 70421              |           |      |
| Himmelpfort ()          | 8          | Weg Neuzeit, Weg deutsches Mittelalter                                                                          | 70422              |           |      |
| Himmelpfort ()          | 6          | Siedlung slawisches Mittelalter                                                                                 | 70502              |           |      |
| Himmelpfort, Zootzen () | 6, 1, 2, 4 | Siedlung Eisenzeit, Siedlung slawisches Mittelalter, Siedlung Steinzeit                                         | 70503              |           |      |
| Himmelpfort, Zootzen () | 6, 7, 1    | Siedlung slawisches Mittelalter                                                                                 | 70507              |           |      |

## Steinförde
| Gemarkung     | Flur | Kurzansprache                                                           | Bodendenkmalnummer | Bemerkung | Bild |
| ------------- | ---- | ----------------------------------------------------------------------- | ------------------ | --------- | ---- |
| Steinförde () | 7    | Gräberfeld Bronzezeit                                                   | 70483              |           |      |
| Steinförde () | 5    | Siedlung slawisches Mittelalter                                         | 70484              |           |      |
| Steinförde () | 7    | Rast- und Werkplatz Steinzeit                                           | 70485              |           |      |
| Steinförde () | 3    | Glashütte Neuzeit                                                       | 70486              |           |      |
| Steinförde () | 5    | Pechhütte Neuzeit                                                       | 70487              |           |      |
| Steinförde () | 5    | Siedlung Eisenzeit, Siedlung Bronzezeit                                 | 70488              |           |      |
| Steinförde () | 2    | Siedlung slawisches Mittelalter, Siedlung deutsches Mittelalter         | 70535              |           |      |
| Steinförde () | 1    | Friedhof Neuzeit, Friedhof deutsches Mittelalter, Siedlung Urgeschichte | 70547              |           |      |

## Tornow
| Gemarkung | Flur | Kurzansprache                                                                          | Bodendenkmalnummer | Bemerkung | Bild |
| --------- | ---- | -------------------------------------------------------------------------------------- | ------------------ | --------- | ---- |
| Tornow () | 4    | Wüstung deutsches Mittelalter                                                          | 70458              |           |      |
| Tornow () | 4    | Siedlung slawisches Mittelalter, Siedlung Urgeschichte, Siedlung deutsches Mittelalter | 70459              |           |      |

## Zootzen
| Gemarkung  | Flur | Kurzansprache                   | Bodendenkmalnummer | Bemerkung | Bild |
| ---------- | ---- | ------------------------------- | ------------------ | --------- | ---- |
| Zootzen () | 4    | Rast- und Werkplatz Steinzeit   | 70500              |           |      |
| Zootzen () | 4    | Siedlung Steinzeit              | 70501              |           |      |
| Zootzen () | 1    | Siedlung slawisches Mittelalter | 70504              |           |      |